# Metoda cieniowa Foucaulta

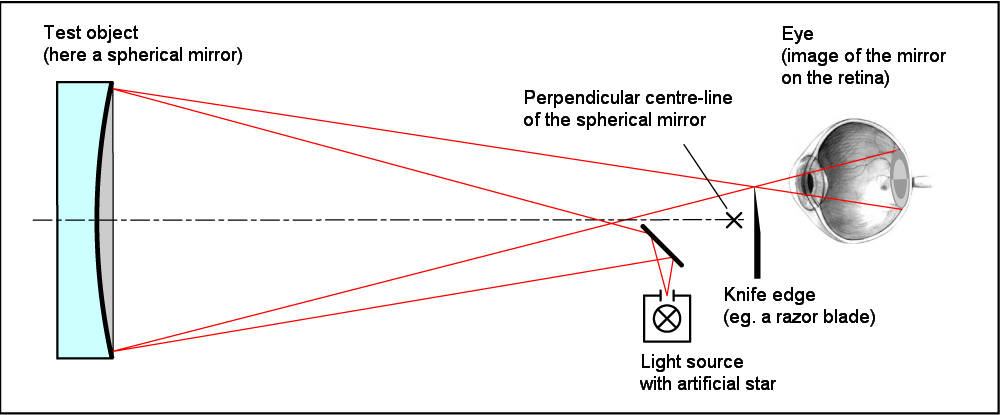
Schemat przedstawiający metodę cieniową

Metoda cieniowa Foucaulta – metoda oceny kształtu powierzchni wklęsłych zwierciadeł stosowanych w teleskopach astronomicznych, opisana po raz pierwszy w 1858 roku przez francuskiego fizyka Léona Foucaulta. Pozwala ona na dokonanie pomiaru krzywizny zwierciadła z dokładnością do ułamków długości fali światła (w praktyce kilkudziesięciu nanometrów). Ze względu na prostotę i dużą dokładność jest szczególnie chętnie stosowana przez amatorskich wykonawców optyki astronomicznej.

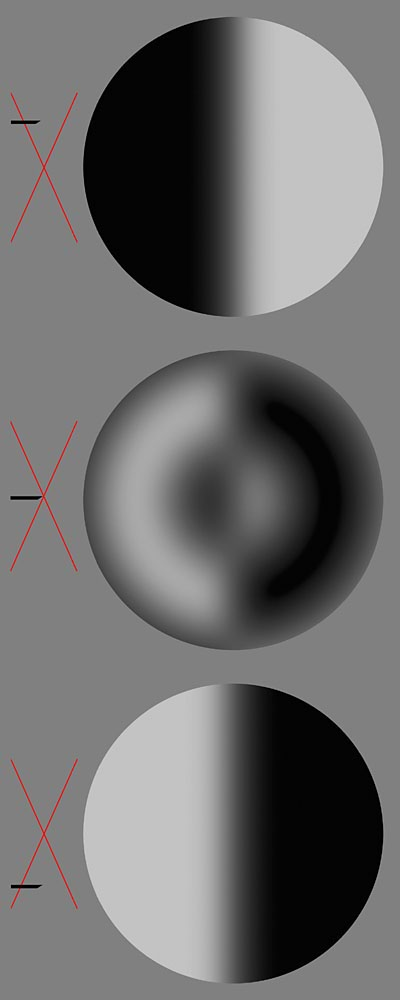
Kształt cienia na powierzchni zwierciadła w różnych położeniach noża

Zestaw do metody cieniowej składa się ze „sztucznej gwiazdy”, którą najczęściej jest niewielki (0,05-0,10 mm) otworek w cienkiej folii aluminiowej umieszczonej tuż przed matową żarówką, oraz tzw. „noża Foucaulta”, czyli płaskiego ostrza, umocowanego w uchwycie umożliwiającym poruszanie nim w osi podłużnej i poprzecznej, z możliwością odczytu położenia w każdej z osi z dokładnością co najmniej 0,1 mm (w praktyce często używa się do tego celu dwóch śrub mikrometrycznych).
Badanie odbywa się w zaciemnionym pomieszczeniu. Badane zwierciadło unieruchamia się w pozycji pionowej (jak na rysunku). Sztuczną gwiazdę umieszcza się jak najbliżej środka krzywizny zwierciadła (czyli w odległości podwójnej ogniskowej od niego). Wówczas obraz rzeczywisty sztucznej gwiazdy po odbiciu od zwierciadła powstaje w jej bezpośrednim sąsiedztwie. Pomiar polega na przesuwaniu noża w taki sposób, aby przeciął on wiązkę odbitego światła w pobliżu tego obrazu i obserwacji oświetlonej powierzchni zwierciadła, patrząc z tyłu noża.
W przypadku zwierciadła sferycznego wszystkie promienie odbite od jego powierzchni skupią się ponownie w pobliżu środka krzywizny i podczas przecinania nożem tak skupionej wiązki zaobserwowane zostanie równomierne wygaszanie oświetlonej powierzchni zwierciadła. Jeśli natomiast kształt zwierciadła odbiega od sferycznego, wówczas odstępstwa te staną się widoczne w postaci charakterystycznej gry cieni, zmieniającej się podczas zmiany położenia noża.
Metoda Foucaulta może być również wykorzystana do oceny dokładności wykonania wklęsłych zwierciadeł paraboloidalnych, elipsoidalnych lub hiperboloidalnych. Wówczas przed zwierciadłem umieszcza się specjalną maskę dzielącą powierzchnię odbijającą na koncentryczne strefy i dokonuje pomiaru dla każdej z tych stref z osobna, zmieniając położenie noża w osi podłużnej.